# Benet de Cornualla
Benet de Cornualla fou bisbe de Nantes (1079-1111).
Era fill d'Alan Canhiart, comte de Cornualla, i germà de Guerech II de Cornualla, al que va succeir quan va morir el 31 juliol de 1079. Fou consagrat el 1081. Va abdicar el 1111 i va morir poc temps després. El va succeir Robert I que només va exercir uns mesos (1112).